# باباجان، آب‌شوران
باباجان (به لاتین: Babadzhan) یک منطقهٔ مسکونی در جمهوری آذربایجان است که در شهرستان آب‌شوران واقع شده‌است.